# Hassi Messaoud

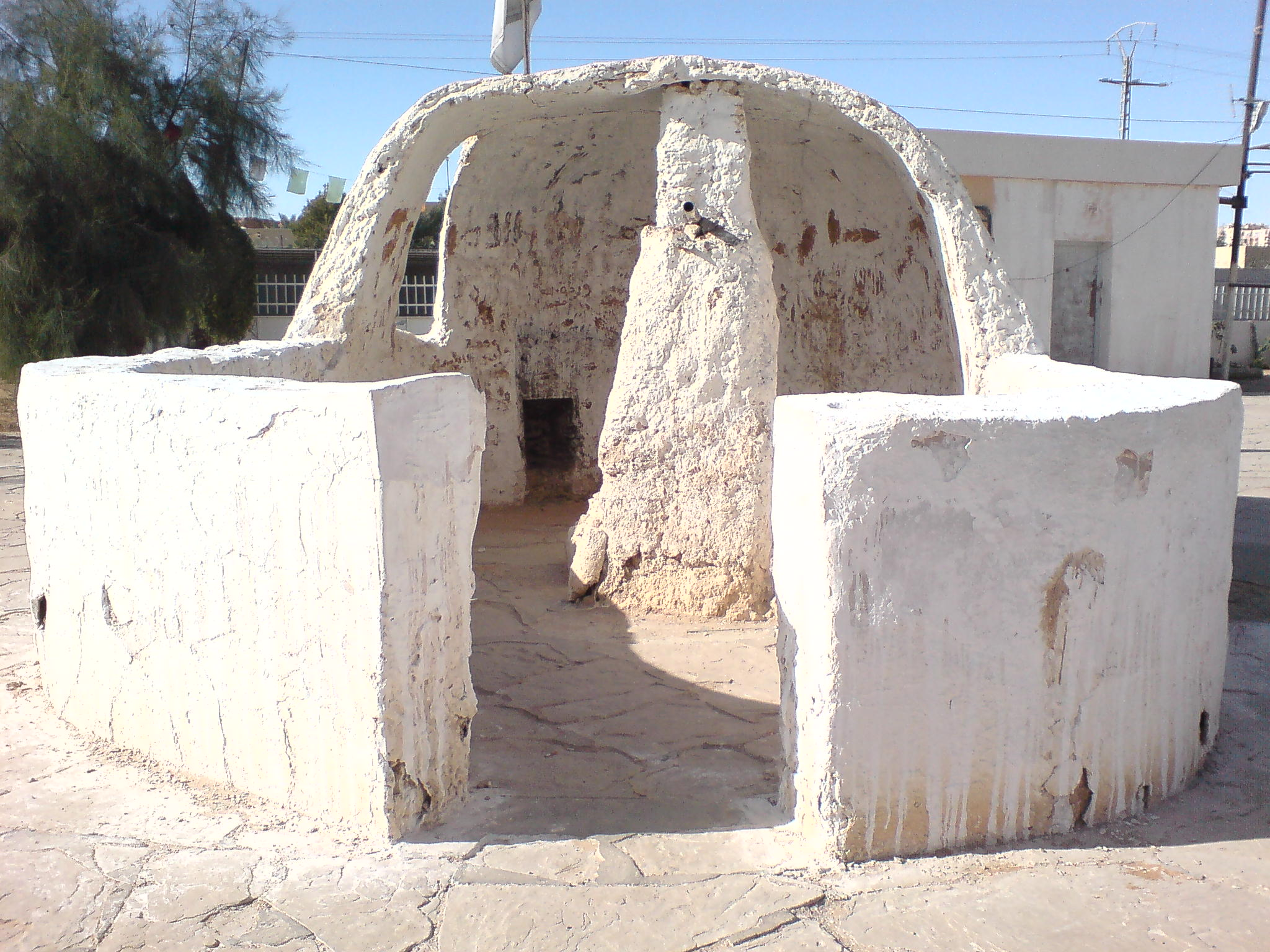
Brunn i Hassi Messaoud.

Hassi Messaoud (arabiska: حسي مسعود eller حاسي مسعود) är en stad i Ouarglaprovinsen i östra Algeriet, cirka 80 km sydost om Ouargla. Folkmängden i kommunen uppgick till 45 147 invånare vid folkräkningen 2008, varav 44 478 bodde i centralorten.
"Hassi Messaoud" betyder "välsignad källa", det vill säga ett vattenhål, i det torra och sterila Sahara. Så småningom växte en liten stad upp.
1956 upptäcktes rika förekomster av olja i närheten och sedan dess har staden vuxit betydligt. 1979 byggdes ett raffinaderi och en oljeledning till Béjaïa vid Medelhavet. Platsen är landets största oljefält, och rörledningar finns förutom till Béjaïa även till Alger, Arzew och Skikda. I staden finns även ett oljemuseum.
Det finns dagligt flyg från Krim Belkacem Airport till London-Gatwick, Madrid och Paris, Charles de Gaulle med flera flygplatser.